# Darányi Ignác (politikus)
Pusztaszentgyörgyi és tetétleni Darányi Ignác (Pest, 1849. január 15. – Budapest, Terézváros, 1927. április 27.) magyar jogász, agrárpolitikus, nagybirtokos, miniszter, ifj. Andrássy Gyula elkötelezett híve. 1909-től tagja a Magyar Tudományos Akadémiának. A 19–20. század fordulójának kivételes tehetséggel megáldott agrárpolitikusa, aki munkásságával a magyar mezőgazdaság fellendítését szolgálta és 12 éven át irányította a Földművelésügyi Minisztériumot.

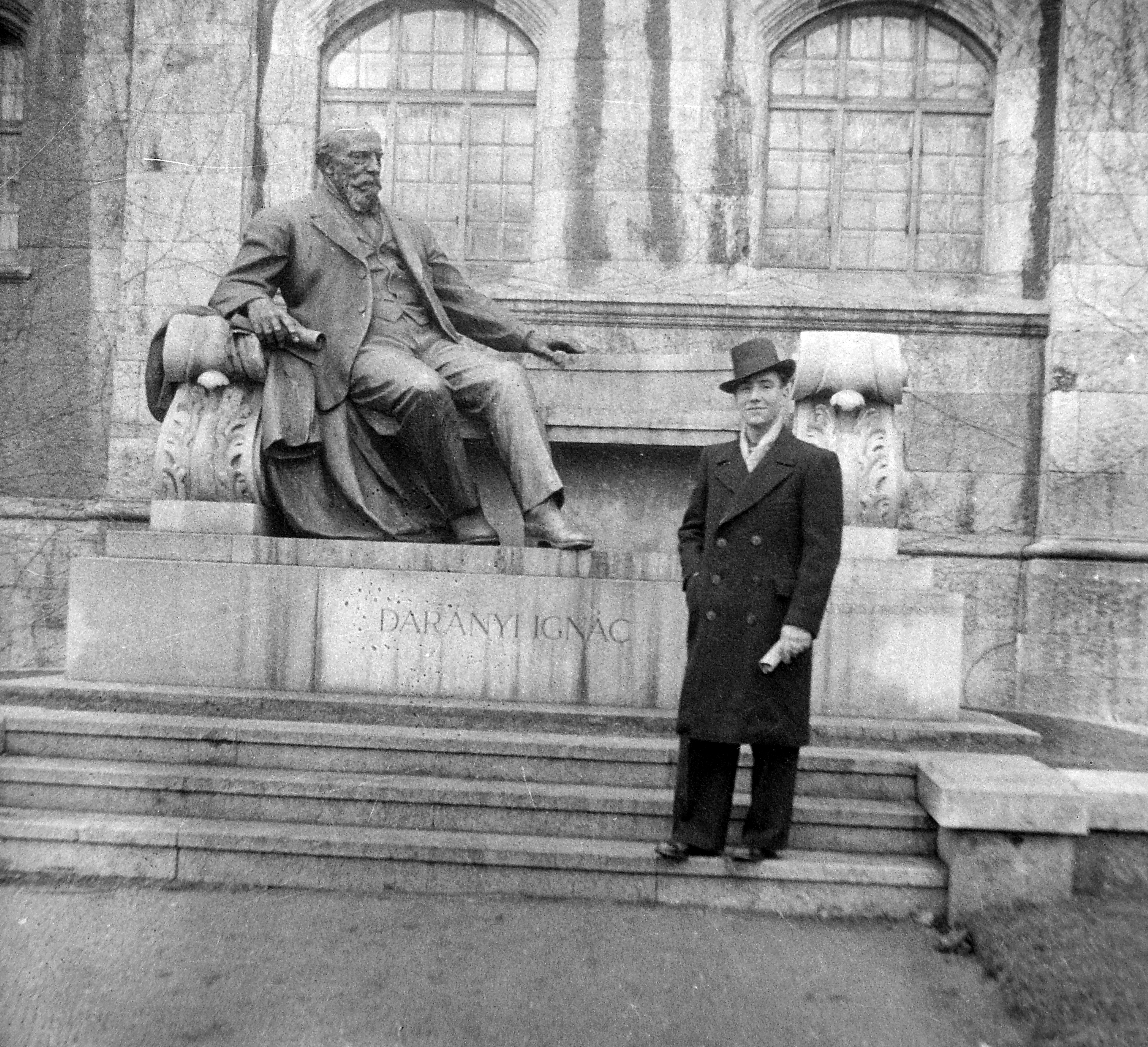
Darányi Ignác szobra 1935-ben a Mezőgazdasági Múzeum Városligeti-tó felőli oldalán (a szobor a II. világháború alatt megsérült, majd beöntötték). Kisfaludi Strobl Zsigmond alkotása

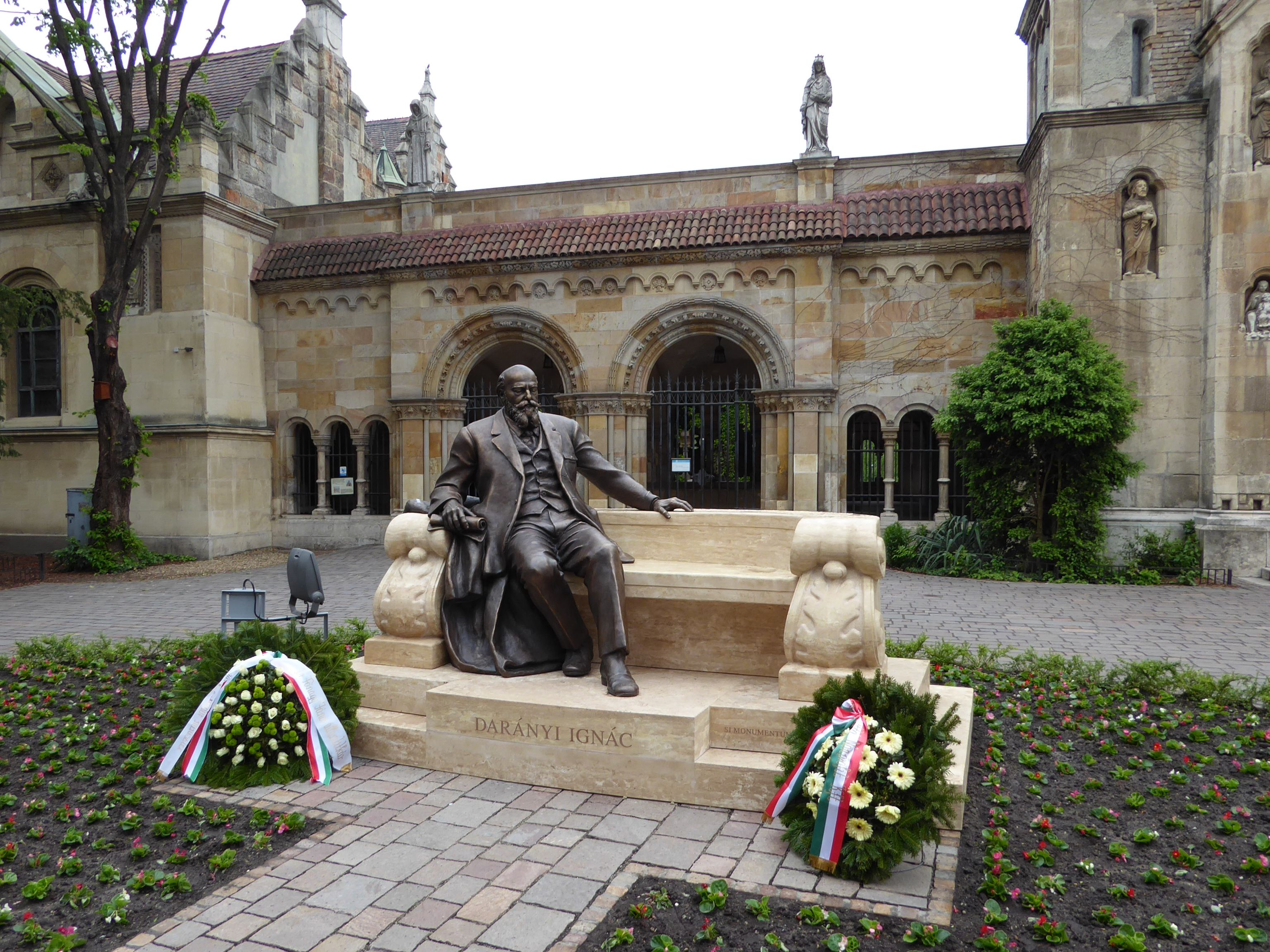
A Györfi Sándor szobrászművész által újraalkotott szobor, 2017

## Származása, családja
Kecskemétről elszármazott, református vallású középnemesi családba született, Darányi Ignác (1811–1877) ügyvéd és földvári és bernátfalvi Földváry Borbála (1820–1888) első gyermekeként. Az apai nagyszülei Darányi György (1777-1830), földbirtokos és balásfalvi Kiss Erzsébet voltak. Az anyai nagyszülei földvári és bernátfalvi Földváry Pál (1790–1849), Pest megyei földbirtokos és bernátfalvi Bernáth Terézia (1796–1836) voltak. Az anyai nagyapai dédszülei földvári és bernátfalvi Földváry Mihály (1760–1825), táblabíró, földbirtokos és szemerei Szemere Erzsébet voltak. Az anyai nagyanyai dédszülei bernátfalvi Bernáth György (1763–1839), földbirtokos, valamint nagycsepcsényi és muthnai Vladár Terézia (1770–1848) voltak.

## Pályafutása
A budai Királyi Egyetemi Főgimnáziumban 1867. július 31-én érettségizett. Ősztől a Pesti Egyetem orvosi, 1868-tól a jog- és államtudományi karát látogatta, ahol 1871-ben végzett. A végbizonyítvány megszerzése után megkezdte kétéves joggyakornokoskodását Lövény György ügyvédi irodájában. 1872-ben jogtudori, 1873-ban ügyvédi vizsgát tett, majd 1874-ben köz- és váltóügyvéd lett. Ezután nem sokkal apjával közösen ügyvédi irodát nyitott a Belvárosban, amelyet apja  1877-ben bekövetkezett halála után, 1892-ig egyedül vezetett. 1874 nyarán közép-európai körutazásra indult Bécs–München–Zürich–Bern–Bécs útvonalon.
1875-ben az Egyesült Fővárosi Takarékpénztár titkárává, 1876-ban Budapest székesfőváros Törvényhatósági Bizottságának tagjává választották. 1877. június 3-án a Darányi család nemesi címet kapott. Édesapja halála után az Országos Magyar Gazdasági Egyesület igazgató-választmányi tagja, 1878-ban a Tiszavölgyi Ármentesítő Társulat ügyész-titkára lett.
1882-től az Országgyűlés Közlekedés és Pénzügyi Bizottságának előadójaként is működött. 1887-től a Fővárosi Közmunkák Tanácsának tagja volt. 1892-ben felhagyott az ügyvédi praxissal és örökölt, vagy vásárolt dunaörsi, töki (anyácsapusztai) és tassi birtokain gazdálkodott. Számtalan magyar város, község díszpolgárává megválasztották, így 1897. november 3-án Munkács városa is.
1881 és 1905 között Budapest II. kerülete országgyűlési képviselőjévé választotta, a Szabadelvű Párt programjával. 1893-tól 1905-ig a Szabadelvű Párt alelnöke, 1895-ben a képviselőház alelnöke volt. 1905-ben többekkel együtt kilépett a pártból, és a belőlük szerveződött „disszidensek” csoportja, majd az abból alakult Országos Alkotmánypárt elnöke lett. 1905 és 1910 között a tapolcai kerület ellenzéki, 1910–1927 között ugyanazon kerületben a független, pártonkívüli 67-es programmal került be az Országgyűlésbe.
1895. november 2-ától 1903. november 3-áig és 1906. április 8-ától 1910. január 17-éig a földművelésügyi miniszteri posztot töltötte be Bánffy Dezső, Széll Kálmán és Khuen-Héderváry Károly kormányában, a következő ciklusban pedig Wekerle Sándor kabinetjében. Miniszterségéhez kapcsolódóan nevéhez kötik az 1897-es földmunkás sztrájkmozgalom letörését, az 1898. és az 1907. évi úgynevezett cselédtörvények (közkeletű nevükön „rabszolgatörvény”, illetve „derestörvény”) bevezetését. Támogatta a Mezőgazdasági Múzeum, az Ampelológiai Intézet (ma Szőlészeti és Borászati Kutatóintézet) létrejöttét és a Földtani Intézet új, Stefánia úti palotájának építését. 1918-ban a politikától visszavonult, és nem vállalt további felelős beosztást.
Darányi Ignác soha sem nősült meg, de testvéreinek házasságát segítette, és jó kapcsolatot ápolt a rokonaival.
Budapest VI. kerületében (Terézváros) hunyt el Andrássy út 52. szám alatti lakásában érelmeszesedésben hajnali 5 órakor.

## Emlékezete
- A „Balaton Szövetség” 1938-ban Tihanyban, a hajókikötő bejáratánál emlékművet állított tiszteletére.[14]
- Budapest XVIII. kerületében utcát neveztek el róla
- A második Orbán-kormány 2012 januárjában 10 évre szóló Nemzeti Vidékstratégiát hirdetett meg, amelyet róla neveztek el Darányi Ignác Tervnek.[15][16]

## Művei

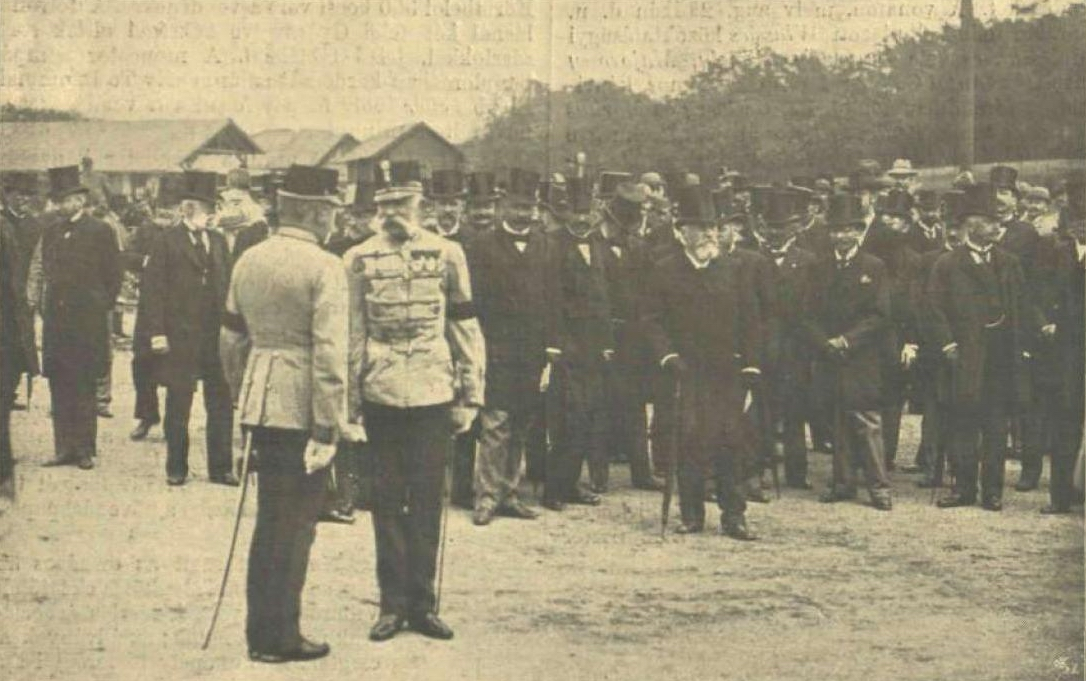
Ferenc József az 1896-os tenyészállat-kiállításon vizitál, mögötte áll Darányi Ignác

- The state and agriculture in Hungary. Report on his agricultural administration during the years 1896-1903 (London, 1905) Online
- Okos hazafiság (Bp., 1908)
- A vámpolitikai kérdésekről (Bp., 1911)